# Analfabetism

Rata mondială a analfabetismului 1970-2010 (UNESCO)

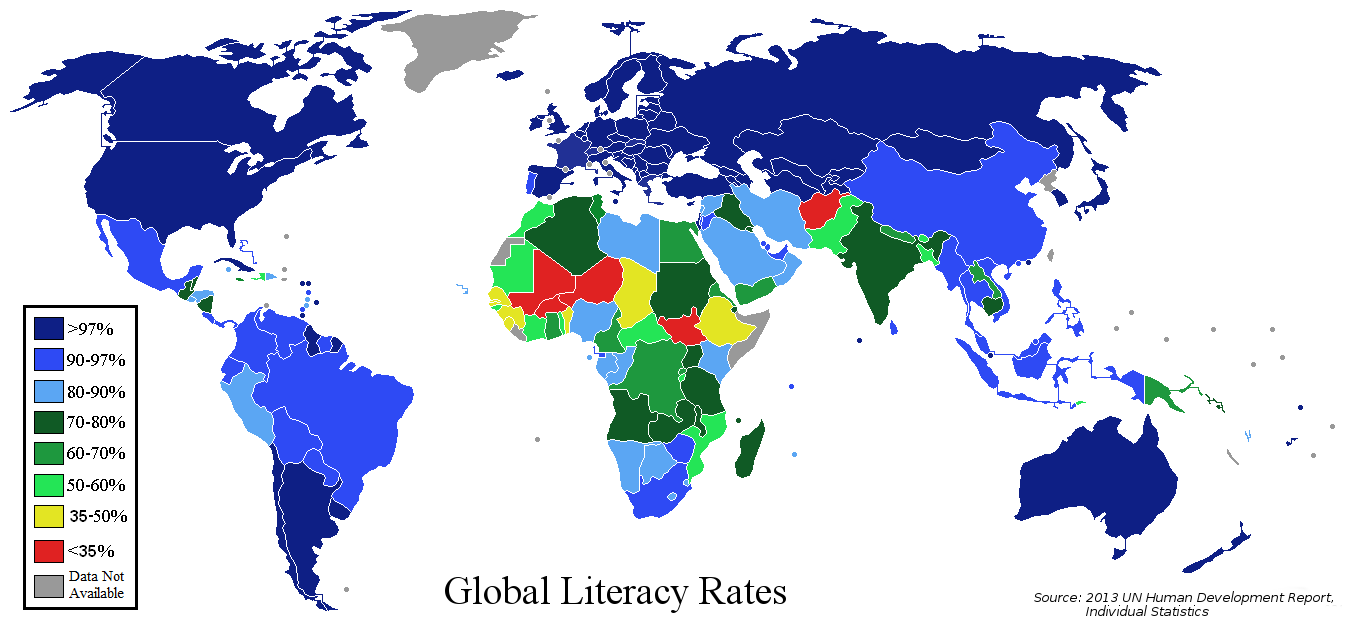
Harta mondială a analfabetismului (2013)

Analfabetismul reprezintă situația aceluia sau a acelora care nu știu să scrie și să citească. În 2008, UNESCO arăta că numărul de analfabeți din lume a scăzut de la 871 milioane în perioada 1985-1994 la 774 milioane pentru perioada 2000-2006 (astfel că aproximativ o cincime din populația adultă a lumii nu știe să scrie și să citească). Analfabetismul nu este uniform la nivel mondial, așa că 75% din cele 774 de milioane de adulți analfabeți în întreaga lume trăiesc în doar 15  țări, cum ar fi Bangladesh, Brazilia, China, India sau Nigeria. 64% dintre adulții care nu pot citi și scrie erau femei în perioada 2000-2006.

## Situația României
Un studiu publicat în 2013 constata că România este țara cu cei mai mulți analfabeți din Europa. Șase la sută din populație nu știe carte, adică 150.000 de români trebuie să-și pună amprenta, pentru că nu pot să semneze. Cei mai mulți dintre copii abandonează școala din cauza sărăciei, dar și a lipsei de educație a părinților, care nu înțeleg importanța școlii. Cei mici sunt trimiși la muncă pentru a sprijini familia, sau pur și simplu nu au ce să îmbrace pentru a merge la școală.
După un calcul al Băncii Mondiale, România pierde anual peste 900.000 de euro din cauza analfabetismului. Potrivit socotelilor făcute de UNICEF, în anul 2025, din aceeași cauză, România va pierde mai mult de 19 miliarde de euro pe an.

### În trecut
Recensământul din 1906 indica un nivel al analfabetismului de 82% din populație.